# Stelis jenssenii
Stelis jenssenii är en orkidéart som beskrevs av Ignatz Urban. Stelis jenssenii ingår i släktet Stelis och familjen orkidéer. Inga underarter finns listade i Catalogue of Life.